# Diplazon angustus
Diplazon angustus là một loài tò vò trong họ Ichneumonidae.